# NGC 4469
NGC 4469 é uma galáxia espiral barrada (SB0-a) localizada na direcção da constelação de Virgo. Possui uma declinação de +08° 45' 01" e uma ascensão recta de 12 horas, 29 minutos e 28,1 segundos.
A galáxia NGC 4469 foi descoberta em 15 de Abril de 1784 por William Herschel.